# Цесис
Цесис (произношение) (на латвийски: Cēsis; на немски: Wenden; на руски: Цесис; на полски: Kieś, Wenden) е град в Северна Латвия, намиращ се в историческата област Видземе. Градът е административен център на район Цесис. Цесис е разположен от двете страни на река Гауя.

## История
През 11 и 12 век регионът около Цесис е заселен от латгали и ливи. Земите, които населявали са познати като Идумея и Талава. На хълма Риексту калн близо до бреговете на река Гауя са открити най-старите останки от двете племена. Преди немските феодали да се заселят в балтийския регион на този хълм е имало построено дървено укрепление, в което са живеели вендите, племе сродно на ливите.
За първи Цесис е споменат в исторически документ през 1206 година. През 1207 – 1209 г. немските кръстоносци побеждават и покоряват местни племена, разрушавайки дървената твърдина на вендите. На нейно място немците издигат замък от камък.
В началото на 13 век около замъка започват да се заселват търговци и занаятчии. Хрониките на Хайнрикус споменават за града за първи път през 1221 година. Малкото градче, което изниква се е намирало в сегашната западна част на Стария град в Цесис.
През 1237 г. замъкът в Цесис става резиденция на Ливонския орден. Замъкът се доукрепява, а в града около него се стичат все повече хора. В периода 1281 – 1284 г. е построена първата църква в града, която впоследствие получава името „Свети Йон“. Документ от 1323 г. описва Цесис като град, затова и оттогава се смята, че Цесис е със статут на град. Към края на 13 век градът е опасан от масивни защитни стени и бойни кули. През Цесис минавали пътищата за Рига и Лимбажи. Защитните стени имали четири порти: Раунас, Ригас, Уденс и Катринас – единствените, през които можело да се влезе или излезе от града.
С развитието на търговията в цялата област Видземе през 15 век Цесис просперира. Градът се присъединява към Ханзенската лига. В него са разкрити представителства на Гилдията на Черноглавите, Малката гилдия и Голямата гилдия. По това време Цесис е град с изключителна важност, защото продължава да бъде седалище на Ливонския орден. През втората половина на 15 век – първата половина на 16 век всички монети на Ордена се секат в града. По това време е открито и първото училище в града и цялата околност.
През втората половина на 16 век развитието на Цесис е в застой заради избухналата Ливонска война. През 1577 г. градът е превзет от войските на Иван Грозни, който разпорежда сриването на замъка и града около него. Местна легенда разказва, че обитателите на замъка напълнили мазите му с барут и се взривили в западната кула, за да не попаднат в плен.
След това по време на Полско-шведската война през 1600 година Цесис попада първо под контрола на поляците, а след това на шведите. В крайна сметка градът е окончателно превзет от шведския крал Густав II Адолф през 1626 г. По това време част от града е възстановена, включвайки дори сградата на местното училище. Градът става жертва на два големи пожара, когато е унищожен до основи – през 1671 и 1686 г. Въпреки това гражданите на Цесис го построяват отново. Най-старите запазени градоустройствени планове на града са от 1693 година.
Ужасът на войната отново сполита Цесис, който е въвлечен във Великата северна война в периода 1700 – 1721 г. Градът е прегазен първо от саксонските войски през 1700, след това от шведските – 1701 и накрая от руските – 1703 г. Руснаците се оказват най-жестоки и отново сриват града до основи заедно със защитните му стени, които повече никога не са издигнати. Повечето от жителите са убити, други изселени в Русия, а тези, които се спасяват, умират по време на чумната епидемия от 1710 г., която почти обезлюдява района.
През 1748 г., след като на Цесис са му били необходими години да се възстанови, избухва нов голям пожар, който унищожава почти целия град. Градът тогава вече е под контрола на руския граф Алексей Бестужев – Румин, който получава тези земи през 1747 г. като подарък от руската императрица Елисавета. Графът забранява на жителите на Цесис да възстановят домовете си и заповядва на мястото на опожарения град да се създадат ниви. Едва по времето на Екатерина II през 1762 г. Цесис отново получава пълноправния си статут на град.
През 1777 г. граф Карл Георг Сийверс закупува замъка Цесис, заедно с всичките му прилежащи земи. Цесис се превръща в дом на фамилия Сийверс чак до поземлената реформа от 1920 година и независимостта на Латвия. През 1785 г. градът, със своите 1000 жители, става административен център на целия район.
През 19 век населението на Цесис значително нараства: от 1300 души през 1817 на 6356 през 1897 г. През втората половина на 19 век градът се радва на икономическо развитие, благодарение основно на открития през 1868 г. път Цесис – Драбеши, който свързва града с много по-важната пътна артерия Рига – Псков. През 1889 г. е открита железопътната линия Рига – Валка, минаваща през Цесис. Това спомага не само за икономическия подем, а и за подобряването на жизнения стандарт на гражданите. Градът освен като търговски център се развива и като един от големи балнеоложки центрове в Руската империя. По протежението на река Гауя се строят множество почивни станции и курорти.
В началото на 20 век Цесис е най-големият град в областта Видземе, задминат единствено от Валк, който скоро ще бъде разделен от латвийско-естонската граница на два по-малки града – Валка и Валга. Като по чудо Първата световна война остава далеч от града, който през 1921 г. има постоянно население от 7403 души. По време на Латвийската независимост (1920 – 1940) Цесис е политически и икономически център на Видземе.
За разлика от Първата световна война Втората не пощадява Цесис, който търпи значителни разрушения по време на военните действия – повече от половината град е унищожен.
По време на социалистическия строй Цесис се развива като един от големите индустриални центрове не само във Видземе, но и в цялата Латвийска ССР.
Цесис е първият град в Латвия, в който е развято латвийското червено-бяло-латвийско червено знаме по време на борбите за независимост на страната от Съветския съюз.

## Население
През 2007 град Цесис е бил с постоянно население от 18 384 души. Етническата структура на населението е както следва:
- Латвийци – 15 406
- Руснаци – 2012
- Беларуси – 216
- Поляци – 189
- Други – 427

## Побратимени градове
- Айнажи, Латвия
- Алитус, Литва
- Ахим, Германия
- Варезе, Италия
- Венафро, Италия
- Жовква, Украйна
- Йостерйотланд, Швеция
- Константин-Йежьорна, Полша
- Раквере, Естония
- Рокишкис, Литва
- Тара, Русия
- Тюресьо, Швеция
- Фредериксберг, Дания